# Oreobates ayacucho
Oreobates ayacucho is een kikker uit de familie Strabomantidae. De soort komt voor in zuid-centraal Peru. Oreobates ayacucho wordt bedreigd door het verlies van habitat.